# Gestippelde kielnaaktslak
De gestippelde kielnaaktslak (Tandonia rustica) is een slakkensoort uit de familie van de Milacidae. De wetenschappelijke naam van de soort werd in 1843 voor het eerst geldig gepubliceerd door Pierre-Aimé Millet.

## Kenmerken
Het lichaam van de gestippelde kielnaaktslak is in uitgestrekte toestand 8 tot 10 cm lang. In de geconserveerde staat krimpt het lichaam aanzienlijk (45 × 12 mm). De kleur varieert van witachtig, crèmekleurig, roze-geelachtig, geelachtig-grijs, bruinachtig tot licht roodachtig en violet met tal van kleine zwarte vlekjes, die vaker voorkomen in de groeven tussen de rimpels of daar in lijnen zijn gerangschikt. De lichaamskleuring wordt minder intens aan de zijkanten naar de onderkant van de voet toe. De eivormige mantel is aan de achterkant afgerond en beslaat ongeveer 30 tot 40% van de lichaamslengte, heeft een dunne, donkere zijband en een hoefijzervormige groef rond de achterste mantel. De ademopening in het rechter achterste deel van de mantel is omlijnd met een vage lichte kleur. De kiel, die zich uitstrekt van de achterkant van de mantel tot aan de punt van de staart, is meestal iets lichter dan de achterkant. Het hoofd en de antennes zijn scherp begrensd, duidelijk donkerder dan het lichaam. Zool is egaal geelwit Het uitgescheiden slijm is kleurloos, stroperig en kleverig. Als het dier geïrriteerd is, is het slijm iets minder stroperig, witachtig en ondoorzichtig. Inwendig zit onder het schild een klein (4 x 3,5 mm) schildvormig schelpje.

### Vergelijkbare soorten
De gestippelde kielnaaktslak is lichter van kleur en contrasteert sterker met de zwarte stippen dan Tandonia kusceri en Tandonia serbica.

## Geografische verspreiding en leefgebied
Het oorspronkelijke verspreidingsgebied was waarschijnlijk Zuid-Centraal-Europa. De soort breidt momenteel zijn verspreidingsgebied uit, voornamelijk naar het noorden. Het is geïsoleerd in Zuid- en Midden-Frankrijk, België, Zuid-Nederland, Zuid-Ierland, Zuidoost-Engeland, hoge gebieden in Duitsland (in het noorden tot aan het Weserbergland), Italië tot de centrale Apennijnen, Zwitserland, Oostenrijk, Tsjechië, Slowakije, Midden-Roemenië, Bulgarije, Polen en Hongarije. De soort komt waarschijnlijk ook voor in Noord-Afrika (Libië).
De soort leeft in loof- en gemengde bossen en op woestenij in heuvelachtige en bergachtige gebieden met kalkhoudend puin. Het komt ook minder vaak voor in open cultuurgrond, zoals tuinen, struiken en begraafplaatsen. In Polen werd het vaak gevonden in middeleeuwse kasteelruïnes. Het heeft daar echter een droog en warm microklimaat nodig. In Zwitserland stijgt hij tot 1.800 meter boven de zeespiegel, maar wordt hij zelden boven de 1.200 meter gevonden. Hoewel de soort niet noodzakelijkerwijs gebonden is aan kalkrijke bodems, geeft hij de voorkeur aan kalkrijke bodems.